# Reproduction des coraux
La reproduction des coraux est le mode de multiplication des différentes espèces de coraux.
Les scléractiniaires appelés ci-après coraux peuvent être gonochoriques (dioïques, ou unisexuées), c'est-à-dire possédant des colonies mâles et femelles distinctes, et où la progéniture est le résultat de la fusion des gamètes. Ils peuvent également être hermaphrodites, possédant à la fois des organes reproducteurs mâles et femelles, parfois appelé monoïques. L'autofécondation est peu fréquente parmi les coraux. Les coraux peuvent se reproduire de manière sexuée ou asexuée et les stratégies de reproduction varient en fonction des espèces. Certains coraux pratiquent une ponte synchrone appelée plus communément « neige à l'envers » ou « ponte en masse ».

## Histoire
La plupart des coraux se reproduisant sur un temps très court, quelques jours par an seulement, la brièveté de ce phénomène et son caractère nocturne sont probablement les causes de ce que son étude est relativement récente. Phénomène connu dès les années 1930, ce n'est qu'en 1981 qu'une équipe de chercheurs de l'université James-Cook opérant sur la Grande barrière de corail observe pour la première fois la ponte des coraux en milieu naturel ; phénomène également décrit pour la première fois par Pascale Joannot en 1989 en Nouvelle-Calédonie.[Passage contradictoire (les dates ne collent pas pour "la première fois", il n'y a pas de refs pour vérifier, et emploi non judicieux de "étudier" probablement confondu avec "publié".)]

## Maturité sexuelle
Les coraux peuvent n'atteindre leur maturité sexuelle qu'après plusieurs années. Selon Connell (1973), deux raisons pourraient expliquer cette particularité :
- « la taille de l'ensemble de la colonie détermine le moment où une partie de son énergie va être détournée pour la production de gamètes ». La taille minimale à atteindre avant de pouvoir développer les fonctions de reproduction serait ainsi inscrite dans le patrimoine génétique de chaque espèce[2]. Par exemple, les colonies de Montastrea annularis ne sont pas matures avant d'avoir atteint 85 cm2 de surface, soit l'âge de 4-5 ans[3].
- « chaque polype a besoin d'un certain temps pour atteindre sa maturité sexuelle, après quoi, il continue à être sexuellement mûr pendant de nombreuses années ».

La maturité sexuelle et le potentiel de reproduction des coraux peuvent être influencés par des facteurs biotiques ou abiotiques. À la suite d'un évènement climatique (cyclone, tempête, etc.), les coraux peuvent se briser. Cette fragmentation engendre un arrêt de l'activité sexuelle leur permettant de consacrer toute l'énergie nécessaire dans la reconstruction de la partie endommagée. D'autres facteurs tels que le blanchissement des coraux, le réchauffement climatique et l'augmentation de la température océanique, ou bien les diverses pollutions anthropiques, peuvent également affecter les fonctions reproductrices. Des expériences réalisées sur trois espèces de coraux au Japon (Goniastrea aspera, Favites chinensis, Platygyra ryukyuensis), montrent qu'un taux de 0,5 mg/l de sulfate de cuivre inhibe toute activité de fécondation.

## Reproduction sexuée
La majorité des coraux se reproduisent de manière sexuée. Environ 75 % des coraux sont hermaphrodites, les autres forment des colonies ou des individus solitaires dont le sexe est séparé. La reproduction sexuée des coraux fait intervenir des cellules reproductrices mâles et femelles qui, selon les espèces, se rencontrent soit dans le milieu (fécondation externe) soit dans la cavité du polype (fécondation interne). Les trois quarts des coraux libèrent des œufs et du sperme pour la fécondation externe (espèces diffuseuses) plutôt que des planulas après la fécondation interne (espèces couveuses).

### Fécondation externe

#### Ponte en masse
La ponte synchrone est très répandue dans les récifs coralliens et concerne une grande diversité d'espèces. Cette ponte a lieu quelques nuits après la première pleine lune d'été (d'octobre à mars dans l'hémisphère Sud). Le caractère nocturne de cette reproduction vise à minimiser l'effet de prédation. L'impact de la prédation nocturne restant relativement faible compte tenu des quantités importantes d'œufs relâchées. Lorsque les conditions sont optimales, les coraux vont libérer des millions d'ovules sous forme de petites billes (blanches, roses, beiges ou vertes) ainsi que des nuages de spermatozoïdes formant alors de grandes nappes colorées. Les gamètes et les œufs, du fait de leur haute teneur en lipides, vont être moins denses que l'eau de mer et remonter à la surface donnant l'impression de « neige à l'envers ». Cette période est capitale pour la régénération des récifs ou la colonisation de nouveaux substrats puisque la ponte se fait sur une ou deux nuits par an et ne dure que quelques heures par nuit. Cette synchronisation est donc essentielle pour que les gamètes mâles et femelles puissent se rencontrer. Pour cela, les coraux vont s'appuyer sur de multiples signaux environnementaux, variant d'une espèce à l'autre afin de déterminer le moment idéal pour libérer les gamètes dans l'eau.

##### Déclenchement de la ponte
Cet événement naturel obéit à des facteurs exogènes complexes. La maturation des gamètes coïncide avec une évolution rapide de la température de l'eau de mer à la fin du printemps austral. Les cycles nycthéméraux provoquent la synchronisation de la ponte qui se déroule généralement à marée basse. Même si les signaux de déclenchement exacts de ce phénomène annuel demeurent obscurs, des facteurs bien particuliers tels que la température de l'eau, le cycle lunaire, la marée ou la luminosité semblent avoir un rôle prépondérant. Néanmoins, de nombreuses interrogations subsistent sur la part d'implication de chacun de ces facteurs dans les mécanismes de reproduction.

##### Influence de la température de l'eau
Le réchauffement de l'eau de mer semble intervenir dans le déclenchement de la ponte synchrone,. La maturation et le développement des gonades, se traduisant par une augmentation de leur taille, sont liés au réchauffement de l'eau de mer. Au niveau de la Grande Barrière de Corail (Australie), les coraux proches des côtes pondent un mois lunaire avant ceux étant éloignés des côtes, où l'eau de mer se réchauffe plus lentement.

##### Influence du cycle lunaire
La ponte en masse des coraux répond aussi aux cycles lunaires. Willis (1985) montre que le nombre de pontes synchrones dans l'année varie selon la période d'apparition de la pleine lune. De récentes études montrent que certains coraux sont dotés de cytochromes photosensibles permettant de détecter les changements de luminosité,. L'heure de ponte semble être très précise, les coraux des côtes australiennes pondent entre le crépuscule et 4 heures après, donc sous l'influence d'une diminution de la lumière.

##### Influence des vents et des marées
Dès la première observation de la ponte en Nouvelle-Calédonie en 1989, l'hypothèse de l'influence d'une accalmie des alizés a été avancée comme facteur influençant la ponte. Van Woesik, 2009 reprend cette hypothèse et souligne que les vents et les courants pourraient également avoir une incidence sur la reproduction des coraux. La plupart des pontes en masse ont été observées sur des périodes où les vents étaient faibles. Ajouté à cela, la libération des gamètes se ferait pendant les marées basses. Ces conditions seraient optimales du fait qu'elles éviteraient une trop forte dispersion des gamètes.

##### Influence de la latitude
L'ampleur de la ponte et le degré de synchronisation de la reproduction varie considérablement au sein et entre les populations des différentes espèces de coraux selon la position géographique des régions,. Elle se produit de manière très synchrone entre octobre et novembre sur la Grande Barrière de Corail alors que tout près d'elle, en Nouvelle-Calédonie, la ponte a lieu entre fin novembre et janvier. En Mer Rouge, elle s'étale sur plusieurs mois et à diverses périodes lunaires. Au Japon, la ponte en masse se produit durant les mois de juin et juillet.

### Fécondation interne
La fécondation interne est moins fréquente chez les coraux. Elle consiste en la libération de spermatozoïdes dans le milieu et ceux-ci vont être attirés par des phéromones vers la cavité gastrovasculaire d'un polype voisin (chimiotactisme). Des études menées sur les aspects chimiques de la ponte en masse des coraux ont montré que certaines molécules tel que l'epi-thunbergol contenue dans les œufs de Lobophytum crassum, une espèce de corail mou (Cnidaire, Octocoralliaire, Alcyonacea), sont des substances attractives pour les spermatozoïdes,. Après fécondation, le zygote va se développer et former une larve ciliée (protozoaire porteur de nombreux flagelles courts appelés cils) appelée planula. Cette dernière devra acquérir des zooxanthelles avant d'être à son tour libérée dans l'océan. L'expulsion des larves dans l'océan est appelée planulation.
Dans les deux types de fécondation, les zygotes donnent rapidement naissance (quelques heures seulement) aux planulas. Les planulas en surface vont se mélanger au plancton. C'est durant cette phase libre que le corail va pouvoir étendre son aire de répartition. Au gré des courants marins et après avoir échappé à la prédation, les planulas survivantes vont rechercher un substrat solide, indispensable à leur fixation et à leur développement. La qualité du substrat sur lequel se fixent les larves est sujette à discussion. Certains considèrent que les qualités biologiques (présence de diatomées et film bactérien) sont primordiales pour la fixation, alors que d'autres pensent que la nature du substrat n'a aucune importance pour les larves. La larve va ensuite subir une cascade de métamorphoses et évoluer en polype à l'origine de la future colonie. Le polype va alors se fixer définitivement à son support par la construction d'un plancher calcaire. Véritable architecte, il poursuivra la production de son exosquelette par la mise en place d'un mur calcaire formant une loge nommée polypiérite ou corallite. Le sommet du polypiérite est appelé calice, qui est la petite loge proprement dite dans laquelle repose le polype. Cette loge a pour fonction de protéger le polype et d'éviter que celui-ci soit emporté par les courants océaniques. La forme, l'organisation et la disposition des calices les uns par rapport aux autres sont des caractéristiques de chaque espèce et sont donc utilisées comme critère d'identification. Tout au long de sa vie, le polype construira de nouvelles loges dont il occupera toujours la plus récente. En parallèle, le polype va créer un nouveau polype, identique à lui-même par bourgeonnement successifs (reproduction asexuée). Ce processus se poursuit tout au long de la vie de l'animal et finira par former une colonie.

## Reproduction asexuée
La reproduction asexuée consiste à produire un ou plusieurs nouveaux individus à partir d'un seul parent (autoreproduction). Cette stratégie de reproduction ne nécessite pas la production de gamètes et la fécondation est absente. Les descendants sont génétiquement identiques, aussi bien entre eux qu'avec leur unique parent. Si les conditions sont propices au développement (croissance et colonisation) du corail, la reproduction asexuée peut se produire plusieurs fois voir tout au long de l'année. Chez les coraux, la reproduction asexuée se présente sous de nombreuses formes, :
- La fragmentation[27] de la colonie est le procédé le plus rencontré chez les coraux. Elle peut être due à des prédateurs ou à des perturbations naturelles (tempête, cyclone) ou anthropiques. Un fragment est une partie de la colonie, pourvue de polypes vivants, ayant été séparée de la colonie mère. Selon une étude réalisée par Sprung et Delbeeck (1999), celle-ci peut se faire de différentes manières :

1. par l'étranglement d'un petit rameau portant 5 à 8 polypes. Le fragment va ensuite tomber sur le substrat et s'y fixer très rapidement.
2. Par la segmentation de l'extrémité d'une branche ; le corail favorise la croissance d'algues filamenteuses qui croissent autour d'un rameau et le comprime jusqu'à ce qu'il se détache.
3. Par la séparation spontanée de polypes individuels, comme c'est le cas chez certaines colonies d'alcyonaires appartenant aux genres Xenia et Anthelia.

La fragmentation des coraux peut également résulter d'une opération humaine, notamment — dans un but de restauration écologique — au cours de la transplantation corallienne océanique, ou en tant que loisir aquariophile par les amateurs d'aquariums récifaux qui peuvent les fragmenter pour une multitude de raisons : contrôler leur forme, tenter des expériences de repousse ou encore les vendre, les échanger ou les partager.
- Le bourgeonnement qui se retrouve principalement chez les coraux durs. Il s'agit de la croissance d'une nouvelle assise squelettique (bourgeon) au contact de la colonie mère et qui au cours de son développement finira par se détacher sous l'effet de son propre poids. Une fois détaché, le bourgeon s'implantera dans le substrat et formera une nouvelle colonie.

- La scissiparité qui est une division transversale ou longitudinale avec séparation du pédoncule et du capitule. Ce mode de reproduction est retrouvé dans plusieurs genres d'alcyonaires tels que Lemnalia, Nephtea, Cladiella, Xenia et Heteroxenia.

- La lacération du pied : le corail se déplace sur le substrat et au cours de son déplacement, une partie du tissu de la base peut se détacher de la colonie et donner naissance à un nouveau corail. Cette particularité est fréquemment retrouvée chez les alcyonaires du genre Xenia, Cladiella et Nephtea.

## Transfert des zooxanthelles
La relation symbiotique polypes-zooxanthelles est capitale puisqu'elle fournit les éléments nutritifs nécessaires à la croissance du corail. Lors de la reproduction des coraux symbiotiques, le transfert des zooxanthelles à la descendance se fait de deux façons. Certaines espèces pratiquent la « transmission verticale », dans ce cas la colonie mère va transférer une partie de ses zooxanthelles aux ovocytes ou larves (mécanisme retrouvé chez Montipora sp.  et Pocillopora damicornis). D'autres espèces comme les Acropora ou Fungia scutaria pratiquent la « transmission horizontale ». Les ovocytes émis dans la colonne d'eau sont azooxanthellés et ce n'est qu'au stade larvaire que les larves pourront acquérir les zooxanthelles présentes dans la colonne d'eau. Lorsque les ovocytes ou larves possèdent leurs propres zooxanthelles, il résulte de cette union une symbiose.

## Dispersion larvaire
Un aspect important de la reproduction des coraux concerne la dispersion larvaire. Les planulas sont capables de passer plusieurs mois à être transportées par les courants océaniques et peuvent donc parcourir de grandes étendues. Cette faculté provient de leur symbiose avec les zooxanthelles qui leur fournissent les éléments nutritifs nécessaires à leur survie. Même si la probabilité de survie de la planula est très faible arrivé à destination, elle n'est pas inexistante. La connectivité et par conséquent le brassage génétique entre différentes localisations géographiques est donc possible.

## Restauration des écosystèmes et commerce
La reproduction asexuée et plus précisément la fragmentation est le mode de reproduction le plus utilisé dans la « culture » des coraux. Afin d'éviter les collectes en milieu naturel, l'aquarium de Nouméa en Nouvelle-Calédonie fut le premier à faire reproduire des scléractiniaires (1957) en captivité. La plus vieille colonie de corail née en aquarium date de 1967-1968 et est toujours visible à l'aquarium de Nouméa. L'aquarium du Musée océanographique de Monaco fut également un pionnier dans le maintien et la reproduction des coraux en captivité. Aujourd'hui, de nombreux projets à caractère lucratif (commerce, aquariophilie, etc.) ou non lucratif (restauration de récifs, sauvegardes des espèces, etc.) ont vu le jour. Pour répondre à ces besoins, ces projets font appel aux techniques de « bouturage ». Ces méthodes consistent à prélever des fragments de colonies de coraux, puis à les coller sur un petit support ou à les suspendre à des fils de nylon ou de fer. La première génération est prélevée sur les colonies du récif naturel et les futures générations sont prélevées sur les boutures arrivées à maturité. Les fragments sont ensuite replacés en mer ou bien dans des milieux répondant aux exigences biologiques de ces organismes jusqu'à ce qu'ils atteignent une taille commercialisable. La coralliculture s'inscrit dans une optique de développement durable du fait qu'elle vise à préserver et restaurer les récifs coralliens tout en améliorant les conditions socio-économiques des populations locales en créant une activité économique pérenne.

## Galerie

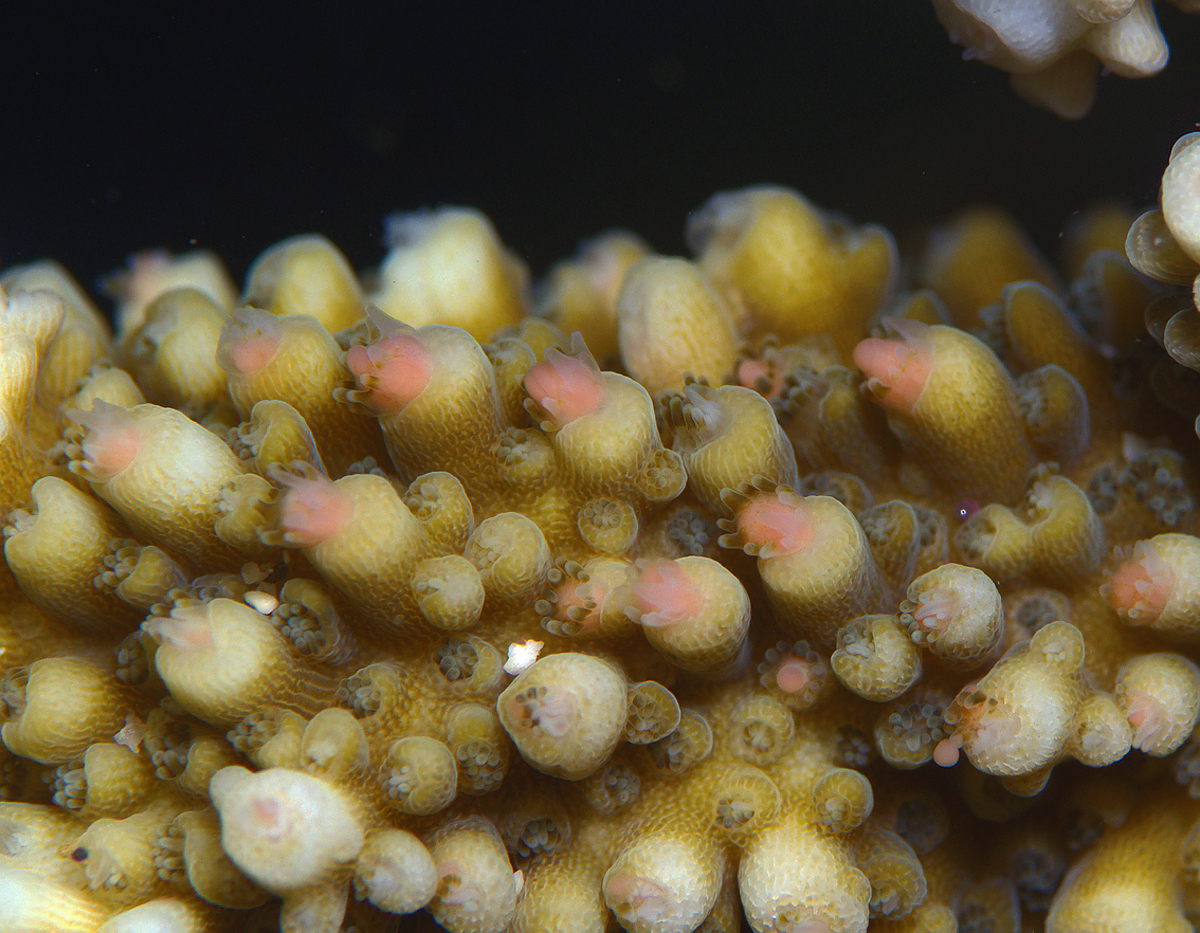
Ponte des coraux à la Réunion.
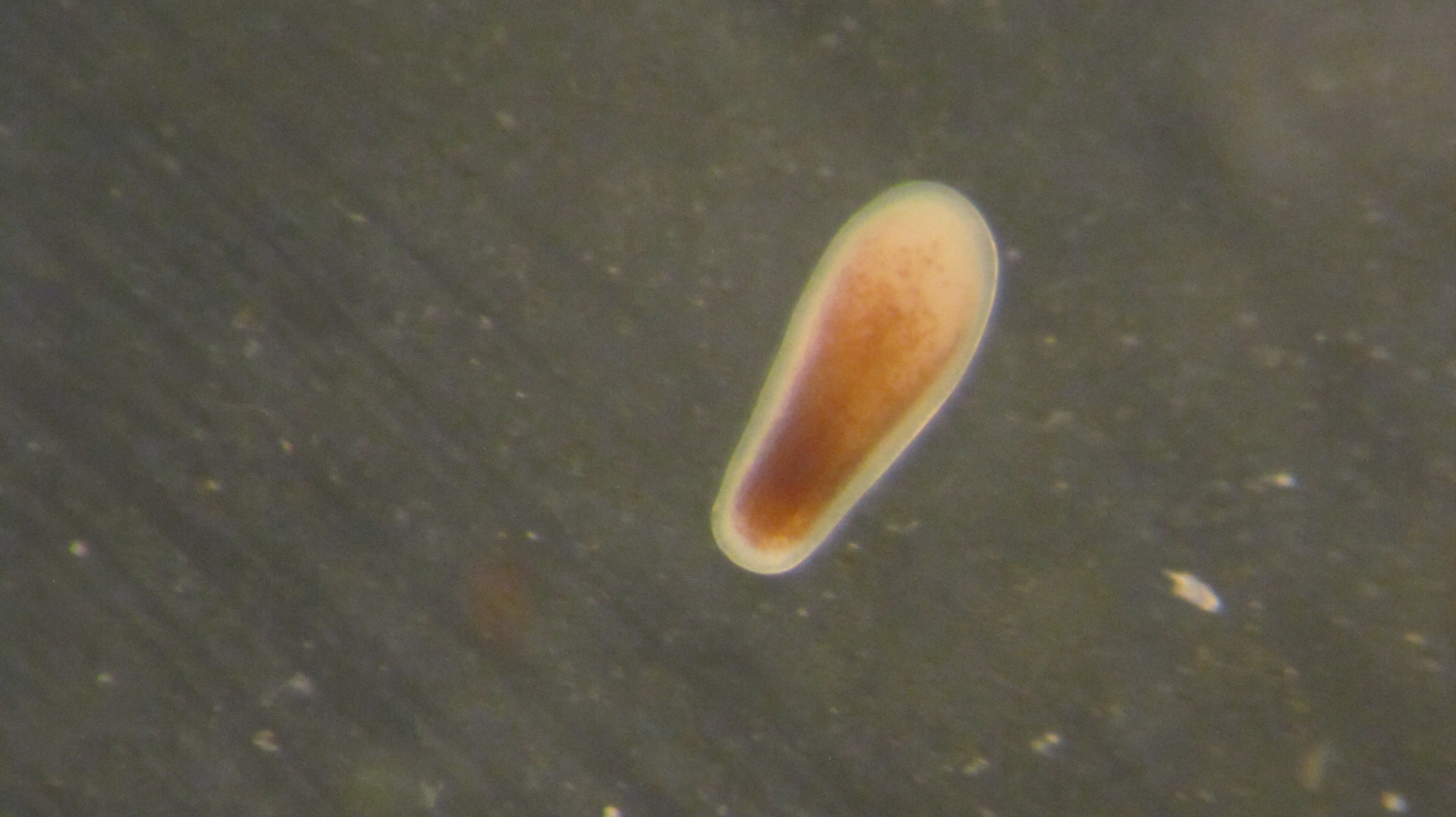
Larve de Leptastrea purpurea
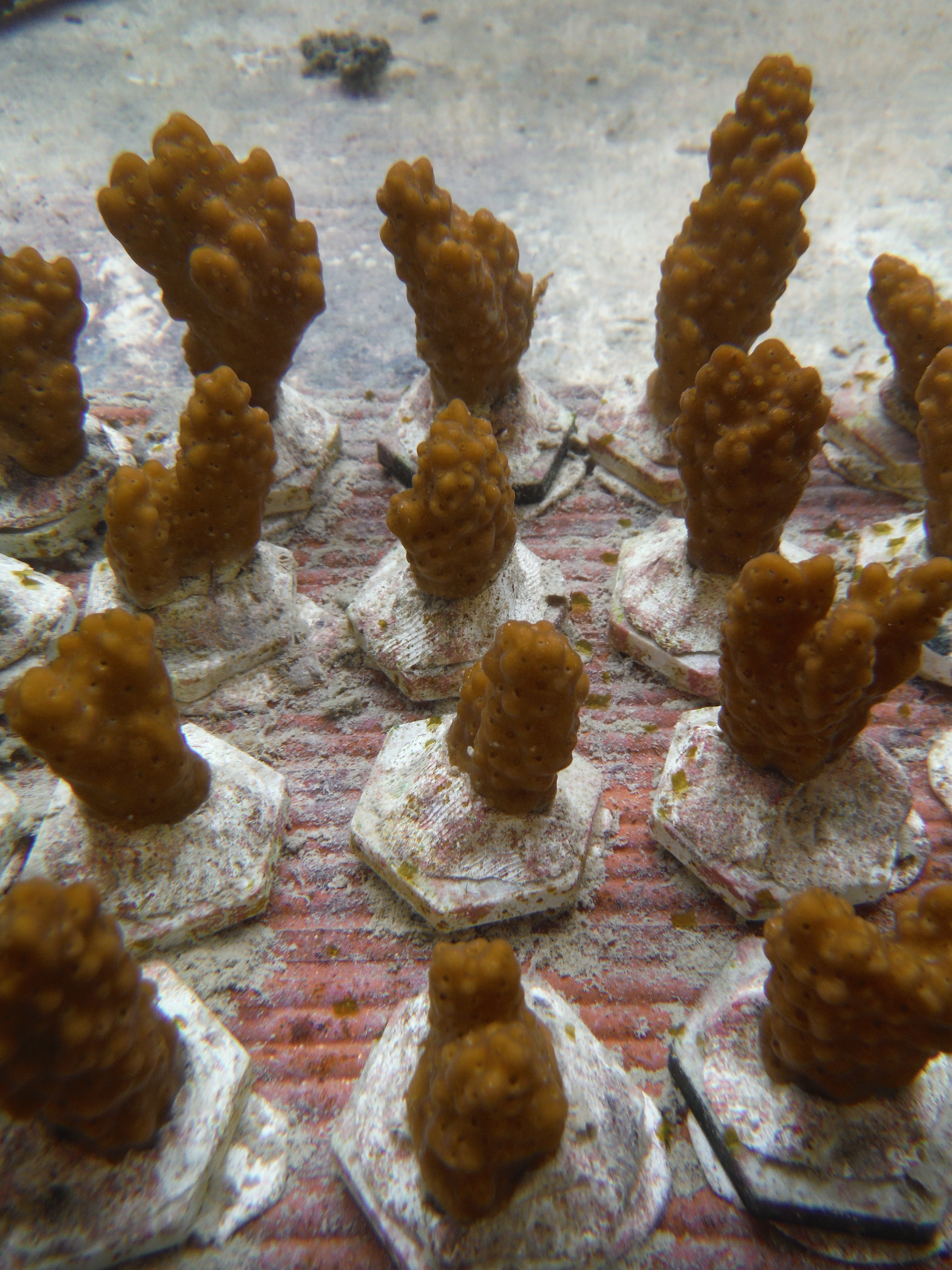
Jeunes Montipora capitata d'élevage